# Labidochromis zebroides
Labidochromis zebroides är en fiskart som beskrevs av Lewis 1982. Labidochromis zebroides ingår i släktet Labidochromis och familjen Cichlidae. IUCN kategoriserar arten globalt som sårbar. Inga underarter finns listade i Catalogue of Life.